# Werk 80
Werk 80 è un album di cover del gruppo musicale tedesco Atrocity, pubblicato nel 1997 dalla Swanlake Records.

## Tracce
1. Shout – 6:30 (Roland Orzabal, Ian Stanley) – Tears for Fears
2. Rage Hard – 5:00 (Brian Nash, Holly Johnson, Mark O'Toole, Peter Gill) – Frankie Goes to Hollywood
3. Wild Boys – 4:13 (Andy Taylor, John Taylor, Nick Rhodes, Roger Taylor, Simon Le Bon) – Duran Duran
4. The Great Commandment – 3:31 (Heiko Maile, Marcus Meyn, Oliver Kreyssig) – Camouflage
5. Send Me An Angel – 3:50 (David Sterry, Richard Zatorski) – Real Life
6. Tainted Love – 2:50 (Ed Cobb) – Gloria Jones
7. Der Mussolini – 3:50 (Gabi Delgado, Robert Görl) – D.A.F.
8. Being Boiled – 3:52 (Philip Oakey, Martyn Ware, Ian Craig Marsh) – The Human League
9. Don't Go – 3:04 (Alison Moyet, Vince Clarke) – Yazoo
10. Let's Dance – 5:14 (David Bowie) – David Bowie
11. Maid of Orleans – 4:12 (Andy McCluskey) – Orchestral Manoeuvres in the Dark

## Formazione
- Alexander Krull – voce
- Mathias Röderer – chitarra
- Thorsten Bauer – chitarra
- Chris Lukhaup – basso
- Michael Schwarz – batteria